# Spjutsjön, Dalarna
Spjutsjön är en sjö i Falu kommun i Dalarna och ingår i Dalälvens huvudavrinningsområde. Sjön är 21,3 meter djup, har en yta på 0,404 kvadratkilometer och befinner sig 181,2 meter över havet. Vid provfiske har bland annat abborre, bäckröding, gers och lake fångats i sjön.

## Delavrinningsområde
Spjutsjön ingår i det delavrinningsområde (672563-147882) som SMHI kallar för Utloppet av Spjutsjön. Medelhöjden är 259 meter över havet och ytan är 3,92 kvadratkilometer. Det finns inga avrinningsområden uppströms utan avrinningsområdet är högsta punkten. Vattendraget som avvattnar avrinningsområdet har biflödesordning 4, vilket innebär att vattnet flödar genom totalt 4 vattendrag innan det når havet efter 228 kilometer. Avrinningsområdet består mestadels av skog (89 procent). Avrinningsområdet har 0,41 kvadratkilometer vattenytor vilket ger det en sjöprocent på 10,4 procent.

## Fisk
Vid provfiske har följande fisk fångats i sjön:
- Abborre
- Bäckröding
- Gärs
- Lake
- Mört
- Röding
- Öring